# مقاطعة غارفيلد (يوتا)
مقاطعة غارفيلد (بالإنجليزية: Garfield County)‏ هي إحدى مقاطعات ولاية يوتا في الولايات المتحدة الأمريكية.